# European Reflection Tour
Es la tercera parte de la gira Reflection Tour del girl group Fifth Harmony para promocionar su álbum debut Reflection en países de Europa. Está comienza el 26 de octubre de 2015 en Madrid (España) y finalizaría el 9 de noviembre de 2015 en París (Francia)

## Fechas
| Día                    | Ciudad     | País         | Lugar                     | Boletos vendidos       | Ingresos |
| ---------------------- | ---------- | ------------ | ------------------------- | ---------------------- | -------- |
| 26 de octubre de 2015  | Madrid     | España       | La Riviera                | 2.650/2.650 (SOLD OUT) | -        |
| 31 de octubre de 2015  | Ámsterdam  | Países Bajos | Melkweg                   | 1.500/1.500 (SOLD OUT) | -        |
| 3 de noviembre de 2015 | London     | Reino Unido  | O2 Shepherd's Bush Empire | 2.500/2.500 (SOLD OUT) | -        |
| 4 de noviembre de 2015 | Mánchester | Reino Unido  | The Ritz                  | 1.500/1.500 (SOLD OUT) | -        |
| 8 de noviembre de 2015 | Frankfurt  | Alemania     | Gibson                    | 1.800/1.800 (SOLD OUT) | -        |
| 9 de noviembre de 2015 | París      | Francia      | Le Trianon                | 1.000/1.000 (SOLD OUT) | -        |

- Datos: Q20720827